# Amphisbaena fenestrata
Amphisbaena fenestrata (Cope, 1861) è una specie di rettile fossorio appartenente alla famiglia Amphisbaenidae.

## Distribuzione e habitat
Questa specie è presente nelle Isole Vergini Americane, nelle Isole Vergini Britanniche e a Porto Rico.